# Pseudo-nitzschia

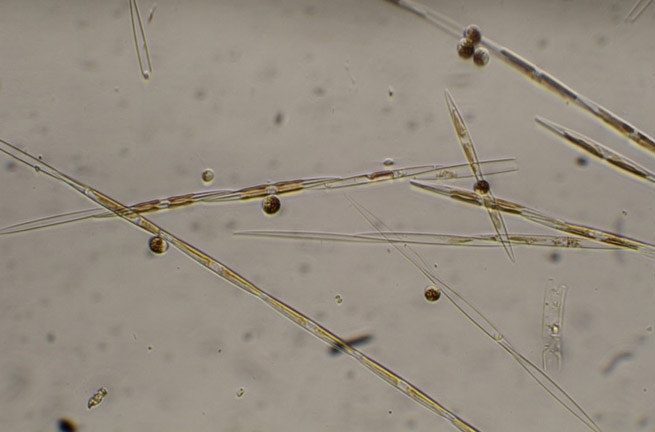
Pseudo-nitzschia sp.

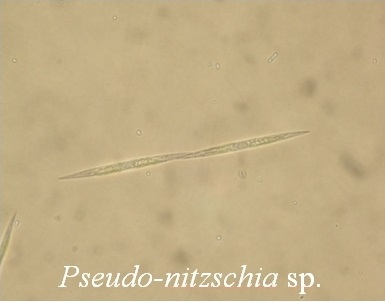
Pseudo-nitzschia sp. im Lichtmikroskop

Pseudo-nitzschia ist eine Gattung mariner planktonischer Kieselalgen. Sie machen 4,4 % der weltweit vorkommenden pennaten Formen aus (Angehörige der früheren Ordnung Pennales, die zur Konjugation fähig sind).
Einige Arten sind in der Lage, das Neurotoxin Domoinsäure (englisch domoic acid, DA) zu produzieren, das für die als Amnesic Shellfish Poisoning (ASP) bekannte neurologische Störung beim Menschen verantwortlich ist. Derzeit sind ca. 58 Arten bekannt, von denen 28 nachweislich DA produzieren.
Ursprünglich ging man davon aus, dass nur Dinoflagellaten schädliche Algentoxine produzieren können, doch 1987 kam es in den Buchten der kanadischen Prince-Edward-Insel zu einer tödlichen Pseudo-nitzschia-Blüte, die zu einem Ausbruch von ASP führte.
Bei diesem Ausbruch erkrankten etwa 100 Personen, nachdem sie kontaminierte Muscheln verzehrt hatten; drei Menschen starben.
Seit diesem Ereignis wurden keine weiteren Todesfälle mit ASP in Verbindung gebracht, obwohl die Prävalenz von toxischen Kieselalgen und DA weltweit zugenommen hat.
Diese Anomalie ist wahrscheinlich darauf zurückzuführen, dass das Bewusstsein für schädliche Algenblüten (englisch harmful algal blooms, HABs) und ihre Auswirkungen auf die Gesundheit von Mensch und Ökosystem gestiegen ist.
Seitdem wurden Kieselalgen-Blüten in Küstengewässern und im offenen Meer weltweit beschrieben und mit steigenden Nährstoffkonzentrationen im Meer, der globalen Erwärmung der Meere und bakteriellen Verbindung gebracht.
Die Kieselalgen-Gattung Pseudo-nitzschia ist nicht zu Verwechseln mit der Hakensaugwürmer-Gattung Pseudonitzschia (Monogenea > Monopisthocotylea > Capsalidae).

## Morphologie und Physiologie

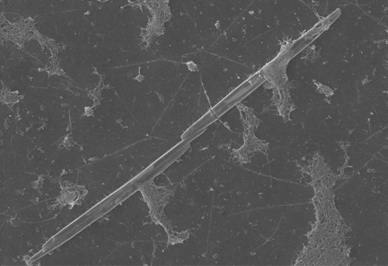
EM-Aufnahme von Pseudo-nitzschia sp.

Pseudo-nitzschia-Arten sind zweiseitig symmetrische pennate Kieselalgen. Die Zellwände bestehen aus länglichen Frusteln (englisch frustules) aus Siliziumdioxid (Silica, SiO2).
Die Silicawand ist ziemlich dicht, was zu einem negativen Auftrieb und damit zu einem Absinken führt: Dies bietet den Kieselalgen eine Reihe von Vorteilen. Die Wand ermöglicht es den Kieselalgen zum Schutz vor zu viel Licht und Nährstoffmangel abzusinken, außerdem schützt sie vor räuberischem Zooplankton. Die Kieselalgenschalen tragen in hohem Maße zu den Sedimentschichten der Erde und zum Fossilienbestand bei. Dies macht sie für das Verständnis zahlreicher Prozesse wie z. B. die Messung des Tempos des Klimawandels außerordentlich nützlich.
Siliziumatome, die in den Ozean gelangen, werden etwa 40 Mal in die Zellwand einer Kieselalge integriert, bevor sie endgültig am Meeresboden abgelagert werden.
Die Kieselalgen enthalten eine zentrale Naht (Raphe), die Schleim (Mucus) absondert. Dieser ermöglicht es den Zellen, sich gleitend fortzubewegen. Die Zellen befinden sich oft in sich stufenweise überlappenden Kolonien und zeigen kollektive Motilität (Bewegungsfähigkeit).
Pseudo-nitzschia-Arten sind photoautotroph, d. h. sie synthetisieren ihr eigenes organisches Material durch die Nutzung von Licht (Photosynthese, analog zu den Pflanzen). Ihr spezielles Lichtsammelsystem (englisch light-harvesting system) schützt sie ebenfalls vor zu hoher Lichtintensität. Diese Kieselalgen haben zudem eine zentrale Vakuole, um Nährstoffe für die spätere Verwendung zu speichern.

## Lebenszyklus

### Harnstoffzyklus
Die Physiologie der Verteilung, Fixierung und des Recyclings von anorganischen Kohlenstoff und Stickstoff spielt eine Schlüsselrolle bei der Stoffwechsel-Reaktion von Kieselalgen auf längeren Nährstoffmangel;
der Ornithin- oder Harnstoffzyklus ermöglicht es ihnen, sofort auf die Verfügbarkeit von Nährstoffen zu reagieren und sich so zu erholen, indem sie ihre Stoffwechsel- und Wachstumsraten wieder erhöhen.

### Ruhestadien
Um Stressphasen wie Nährstoffmangel zu überwinden, haben Kieselalgen üblicherweise die Fähigkeit, zwei verschiedene Ruhestadien einzunehmen.
Eine Ruhespore ist in der Lage, über längere Zeiträume von Nährstoffmangel zu überleben.
Um Schichten der Wassersäule mit niedrigen Nährstoffkonzentrationen zu vermeiden, können sich die Ruhesporen auf dem Boden absetzen, wo die Nährstoffkonzentration höher ist.
Die Ruhesporen sind in der Lage, schnell zu reagieren, wenn wieder Nährstoffe zur Verfügung stehen.
Es gibt allerdings widersprüchliche Belege für das Vorhandensein oder Fehlen eines Ruhestadiums bei Pseudo-nitzschia (Stand 2012).

### Reproduktion
Bei den Kieselalgen erfolgt die Fortpflanzung hauptsächlich ungeschlechtlich (vegetativ) durch binäre Spaltung (Zweiteilung alias Schizotomie), wobei jede Tochterzelle eine der beiden Frusteln der Elternzelle erhält.
Die ungeschlechtliche Teilung führt bei Kieselalgen jedoch zu einer Verkleinerung.
Um die Zellgröße einer Kieselalgenpopulation wiederherzustellen, muss eine sexuelle Fortpflanzung stattfinden.
Vegetative diploide Zellen durchlaufen eine Meiose, um aktive und passive Gameten zu erzeugen.
Diese Gameten verschmelzen dann zu einer Zygote, die sich zu einer Auxospore entwickelt.
Die sexuelle Fortpflanzung führt sowohl zu einer Zunahme der genotypischen Vielfalt als auch zu großen Ausgangszellen über die Bildung der Auxosporen.
Der grundlegende Modus der sexuellen Fortpflanzung scheint bei den Pseudo-nitzschia-Arten konserviert zu sein. Wenn zwei Stämme mit kompatiblen Paarungstypen und einer für die sexuelle Fortpflanzung geeigneten Zellgröße gemischt werden, richten sich die Zellen nebeneinander aus und differenzieren sich zu Gametangien. In jedem Gametangium werden dann eine aktive (+) und eine passive (-) Gamete gebildet. Die aktive Gamete wandert zum passiven Partner und konjugiert. Die Zygote wird dann zu einer Auxospore, die keine starre Frustel besitzt und in deren Inneren wird eine große Ausgangszelle gebildet.
Die Einleitung der sexuellen Fortpflanzung scheint ausschließlich in der exponentiellen Wachstumsphase stattzufinden und wird durch viele externe Faktoren wie Tageslänge, Beleuchtungsstärke und Temperatur geregelt.
Damit die sexuelle Phase eingeleitet werden kann, müssen die Zellen unterhalb einer artspezifischen Größenschwelle liegen, zudem muss eine artspezifische Schwellenzellkonzentration (Zelldichte) erreicht sein: Eine Verringerung des Abstands der Zellen erleichtert den Kontakt und/oder der Wahrnehmung chemischer Hinweise zwischen den Zellen. Darüber hinaus ist der Beginn der sexuellen Phase mit einer deutlichen Verringerung des Wachstums der vegetativen und elterlichen Zellen verbunden; offenbar wird die vegetative Teilung gehemmt, wenn die beiden Linien entgegengesetzten Paarungstyps in Kontakt kommen.

## Genom und Transkriptom
Das Genom von Pseudo-nitzschia multiseries umfasst 219 Mbp (Megabasenpaare), und ein Projekt zur Entschlüsselung des gesamten Genoms ist im Gange (Draft verfügbar).
Die Transkriptome von drei Arten, P. arenysensis, P. delicatissima und P. multistriat, wurden sequenziert. Die Transkriptome kodieren zwischen 17.500 und 20.200 Proteine.
Im Jahr 2018 wurde anhand der Transkriptomanalyse von P. multistriata ein Cluster von vier Genen identifiziert, die mit der DA-Biosynthese in Verbindung stehen.
Die Identifizierung dieser Gene bietet die Möglichkeit, toxische Blüten von Pseudo-nitzschia genetisch zu überwachen, um die ihre Gefährlichkeit und die sie verursachenden Umweltbedingungen besser zu verstehen.

## Habitat
Im Allgemeinen gedeihen Kieselalgen in nährstoffreichen Gewässern mit hohem Lichteinfall.
Einige Pseudo-nitzschia-Arten können in einem weiten Temperaturbereich (4-20 °C) wachsen, was es ihnen ermöglicht, eine Vielzahl von Lebensräumen (Habitaten) zu bewohnen.
Pseudo-nitzschia-Arten wurden in allen Weltmeeren, einschließlich der Arktis und Antarktis, beobachtet.
In Nordamerika wurden sie entlang der Pazifikküste von Kanada bis Kalifornien, entlang der Atlantikküste im Nordosten Kanadas, in North Carolina und im Golf von Mexiko nachgewiesen.
Verschiedene Arten wurden im offenen Ozean sowie in Golfen und Buchten nachgewiesen, unter anderem vor den Küsten Kanadas, Portugals, Frankreichs, Italiens, Kroatiens, Griechenlands, Irlands, Australiens, Marokkos, Japans, Spaniens, Tunesiens, Namibias, Singapurs, Angolas, Argentiniens, Uruguays, der Philippinen, der Türkei und der Ukraine.
Angesichts der Erwärmung des Ozeanwassers, des abnehmenden Meereises und der zunehmenden Lichteinstrahlung infolge des Klimawandels ist es wahrscheinlich, dass sich die Saison für ein günstiges Wachstum toxischer Pseudo-nitzschia-Arten ausweiten wird.
Es ist wichtig, die Pseudo-nitzschia-Blüten und ihre Toxizität weiterhin zu überwachen, insbesondere Lebensräumen, in denen diese Arten möglicherweise häufiger vorkommen werden, wie der Arktis und der Antarktis.

## Dynamik schädlicher Algenblüten
Schädliche Algenblüten (englisch Harmful Algal Blooms, HABs) von Pseudo-nitzschia-Arten und anderen ähnlichen Arten können bei vielen Meeresorganismen Krankheiten und Tod verursachen, ebenso beim Menschen, wenn er solche kontaminierten Organismen verzehrt. HABs können durch eine erhöhte Biomasseproduktion verursacht zu einer Sauerstoffverarmung führen. Pseudo-nitzschia-Blüten verursachen jedoch häufiger Schäden durch die Produktion des Neurotoxins Domoinsäure (DA), das in der Nahrungskette auf höhere trophische Ebenen übertragen werden und dort zur Bioakkumulation führen kann.
Während und unmittelbar nach einer toxischen Blüte kann DA häufig im Muschelfleisch nachgewiesen werden.
Obwohl die Einstellung der Muschelernte in der Regel auf der Anzahl der Zellen von Pseudo-nitzschia in der Volumeneinheit beruht, korrelieren diese Zelldichten nicht immer mit der DA-Konzentration.
Daher ist es wichtig, die anderen Umweltfaktoren zu verstehen, die zu einer höheren DA-Produktion führen können.
Sedimentkerne weisen auf einen Zusammenhang zwischen der zunehmenden Nährstoffbelastung (Eutrophierung) der Küsten und der Zunahme und Ausprägung der Pseudo-nitzschia-Blüten hin.

## Geschichte derPseudo-nitzschia-Blüten

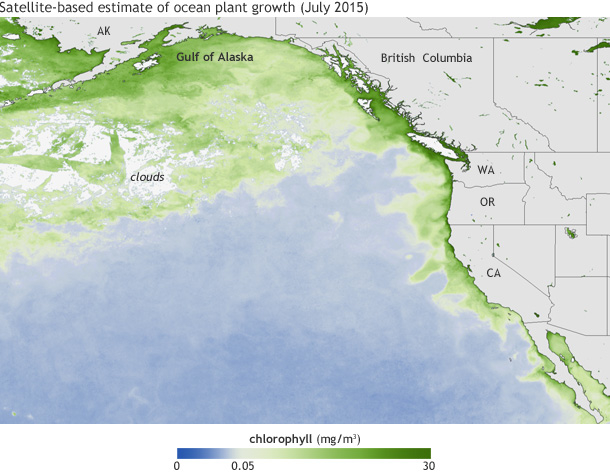
Eine bis dahin größte toxische Pseudo-nitzschia-Blüte wurde 2015 an der Westküste Nordamerikas verzeichnet.

Die bis dahin größte Pseudo-nitzschia-Blüte wurde im September 2004 vor der Nordwestküste der Vereinigten Staaten (US-Bundesstaat Washington und der kanadischen Provinz British Columbia) verzeichnet.
Die maximale Zelldichte während dieser Blüte erreichte 13 × 106 Zellen pro Liter mit einem Domoinsäuregehalt von 1,3 pg/Zelle an DA.
Dieses DA-Auftreten wurde – wieder dominiert durch Pseudo-nitzschia – 2015 überboten. Diese Blüte an der nordamerikanischen Pazifikküste führte zu einer längeren Einstellung der Fischerei von sog. „razor clams“,
Kalifornische Felsenkrabben (alias Pazifische Braune Felsenkrabben, Romaleon antennarium) und
Dungeness-Krabben (Metacarcinus magister).
Im selben Jahr wurde später DA bei Walen (insbesondere Delfinen, Schweinswalen), Robben (insbes. Seelöwen) nachgewiesen.
Diese Blüte wurde wahrscheinlich durch anomal warmes Wasser und Nährstoffe verursacht, die durch Auftrieb an die Oberfläche gelangten.
Eine weitere Blüte von Pseudo-nitzschia ereignete sich im Juni/Juli 2023 im US-Bundesstaat Kalifornien. Mehr als 1.000 Kalifornische Seelöwen (Zalophus californianus) erlitten DA-Vergiftungen. Die Tiere zeigten ungewöhnliches Verhalten, wiegten den Kopf hin und her, hatten Schaum vor dem Maul und reagierten ungewöhnlich heftig auf Berührungen. Obwohl die Tiere sonst gegenüber dem Menschen kein aggressives Verhalten zeigten, kam es mindestens fünfmal zu Bissverletzungen von Strandgängern. Mindestens 150 dieser Tiere starben, dazu mindestens 110 Delfine. Als Ursache wurde eine Störung des Nährstoff-Gleichgewichts im Pazifik vermutet, ausgelöst durch eine Kombination aus Klimawandel, dem in diesem Jahr wieder aufgetretenen El Niño sowie menschlichen Schadstoff-Einleitungen. Seelöwen, die sich hauptsächlich von Anchovis und Sardinen ernähren, sind durch Anreicherung von Toxinen in der Nahrungskette besonders gefährdet, ebenso Delfine. Nach Angaben des Channel Islands Marine and Wildlife Institute (Cimwi) handelt es sich um die schlimmste Algenblüte vor Ort seit 35 Jahren.

## Domoinsäure (DA)

Strukturformel der Domoinsäure

Muscheln werden durch die Aufnahme von giftigen Pseudo-nitzschia-Arten kontaminiert und können bei Algenblüten dann beim nachfolgenden Verzehr durch den Menschen zu einer Vergiftung mit Domoinsäure (englisch domoic acid, DA) führen. DA wirkt als starker Glutamat-Agonist und ist beim Menschen für die als Amnesic shellfish poisoning (ASP) bezeichneten Symptome (Gedächtnisverlust, Erbrechen, Durchfall) verantwortlich.
Die Auswirkungen reichen von Erbrechen, Krämpfen und Kopfschmerzen bei leichter Vergiftung bis zu permanentem anterogradem (fortschreitendem) Gedächtnisverlust, Koma und Tod.
Daher sind Überwachungssysteme und Managementpraktiken für die Freizeit- und Berufsfischerei wichtig, um die Gesundheit der Meerestiere – derjenigen, die sich von den Kieselalgen ernähren sowie ihrer Prädatoren (Räuber) – zu gewährleisten.
Für die Produktion von Domoinsäure ist die Photosynthese unerlässlich.
Es hat sich gezeigt, dass Perioden der Dunkelheit oder eine chemische Blockierung der Photosynthese die Toxinproduktion hemmen.
Die DA-Produktion erreicht ihren Höhepunkt in der stationären Phase des Wachstumszyklus, wenn die Zellteilung verlangsamt ist oder ganz ausbleibt.

### Die DA-Produktion beeinflussende Faktoren
Viele Faktoren wurden mit der Förderung der DA-Produktion in Verbindung gebracht, darunter ausreichendes Licht, ein erhöhter oder verringerter pH-Wert und ernährungsspezifische Einschränkungen.
Bei der Art P. cuspidata wurde ein Zusammenhang zwischen Toxizität und Photosynthese-Photonenflussdichte (PAR-Photonen-Flussdichte, englisch photosynthesis photon flux density, PPFD) festgestellt.
Bei einer niedrigen PPFD war die Wachstumsrate ungefähr halbiert und die Zellen waren deutlich toxischer.
Die Auswirkung der Verfügbarkeit verschiedener Stickstoffquellen auf die Toxizität ist zwar vielfach untersucht worden, doch konnte keine allgemeine Regel für Unterschiede im Wachstum und in der DA-Produktion nachgewiesen werden. Die Ergebnisse variierten zudem stark je nach Art der Gattung.
Die Toxinproduktion nimmt jedoch zu, wenn die Stickstoffquelle keine hohe Biomasse aufrechterhalten kann, was darauf hindeutet, dass eine Wachstumsbeschränkung die Toxizität auszulösen scheint (Stress).
Auch das Vorhandensein von Zooplankton wirkt sich nachweislich auf die Toxizität von Pseudo-nitzschia aus.
Es wurde nachgewiesen, dass die Anwesenheit von Ruderfußkrebse (Copepoda) die Toxinproduktion von P. seriata erhöht.
Dieser Effekt scheint chemisch vermittelt zu sein, da er ohne physischen Kontakt ausgelöst werden konnte.
Pseudo-nitzschia-Arten scheinen sehr stark auf Unterschiede in der Konzentration von Spurenmetallen wie Eisen (Fe) und Kupfer (Cu) zu reagieren.
Unter Fe-limitierten Bedingungen (Stress) steigert Pseudo-nitzschia die DA-Produktion um das Sechs- bis 25-fache. Dieser Anstieg ermöglicht es ihnen, den für den Stoffwechsel erforderlichen Fe-Erwerb zu steigern, was verheerende Auswirkungen haben kann.

## Systematik
Der Stammbaum der Kieselalgen lässt sich bis vor 180 bis 250 Millionen Jahren zurückverfolgen. Vor gut 65 Millionen Jahren (Kreide-Paläogen-Grenze) überlebten die Kieselalgen ein Massenaussterben, bei dem aber etwa 85 % ihrer Arten ausstarben.
Die Arten (Spezies) von Pseudo-nitzschia wurden bis 1994 in der Gattung Nitzschia geführt.

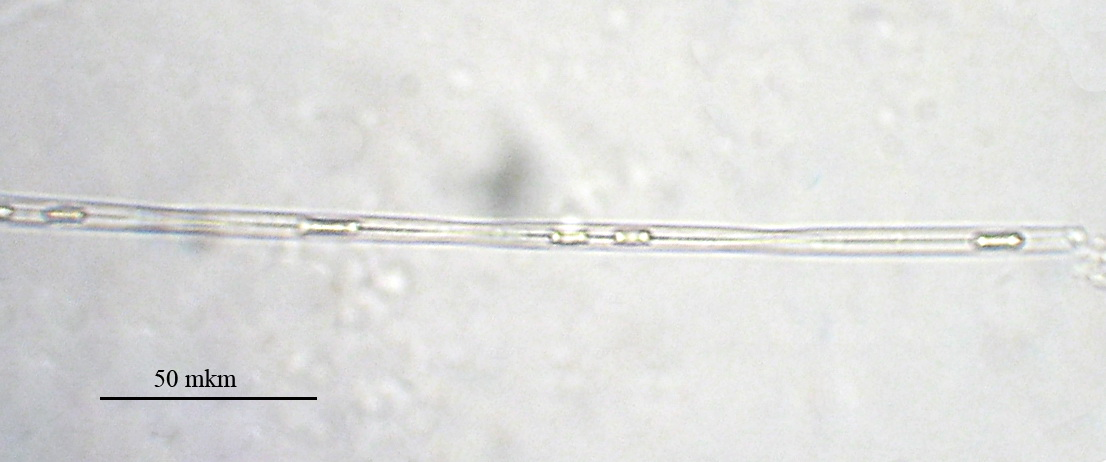
Pseudo-nitzschia delicatissima im Lichtmikroskop

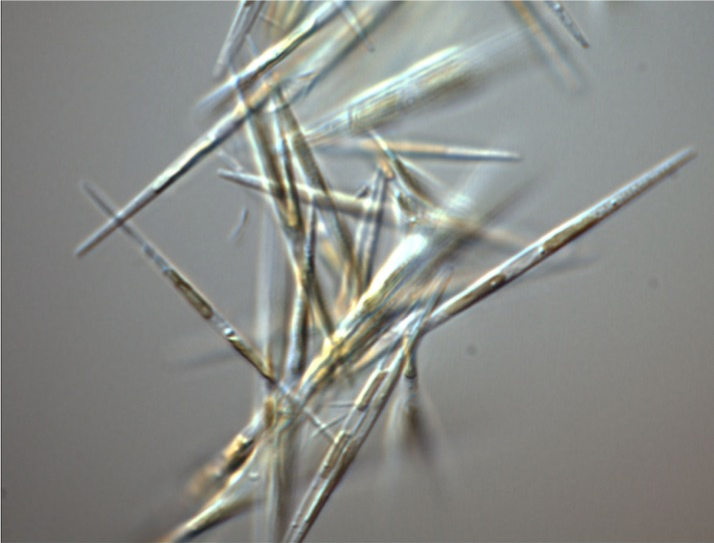
Die Kieselalge Pseudo-nitzschia granii ist eine häufige Reaktion auf Eisenanreicherung sonst eisenarmer Meeresregionen (siehe auch Eisendüngung).

TEM-Aufnahme von Pseudo-nitzschia hallegraeffii

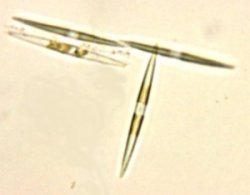
Pseudo-nitzschia multiseries im Lichtmikroskop

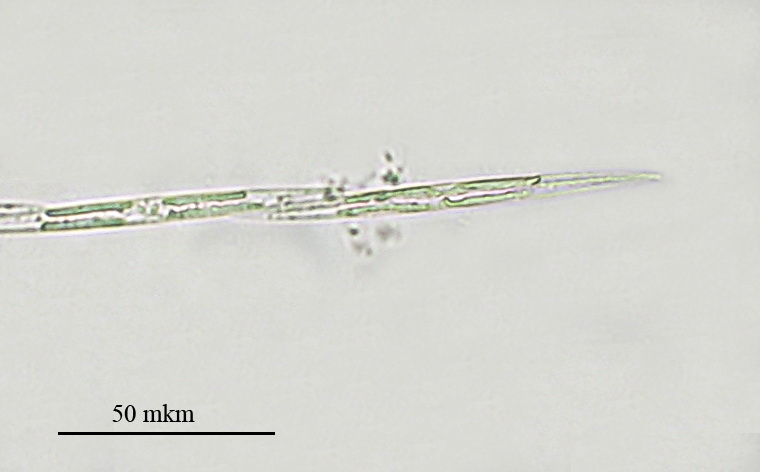
Pseudo-nitzschia seriata im Lichtmikroskop

Die Arten, die sich durch die Fähigkeit, Ketten von sich überlappenden Zellen zu bilden, und andere kleinere morphologische Unterschiede zu den gewöhnlichen Niztschia-Mitgliedern zeigten, wurden dann in die neue Gattung Pseudo-nitzschia ausgegliedert.
Die Gattungszugehörigkeit kann zwar mit Hilfe der Lichtmikroskopie leicht erkannt werden. Die Identifizierung der zahlreichen Arten der Gattung kann jedoch taxonomisches Fachwissen erfordern und extrem zeitaufwändig sein; das Vorkommen kryptischer Arten (Kryptospezies) macht die Sache notorisch schwierig.
Ähnliche Arten werden oft durch sehr kleine Unterschiede der Frusteln unterschieden: in der allgemeinen Form, sich wiederholenden Strukturen wie z. B. Bandstreifen (englisch band stria).
Wegen der Bedeutung für die öffentliche Gesundheit ist die korrekte Artenbestimmung ein ernstes Problem, toxogene (Gifte bildende) und nicht toxogene Arten treten zudem häufig gemeinsam auf. Die Unterscheidung zwischen verschiedenen Pseudo-nitzschia-Arten ist daher unerlässlich, um die potenzielle Toxizität einer Algenblüte von Pseudo-nitzschia zu bestimmen.
Identifizierungsverfahren aufgrund optischer Mikroskopie sind unzureichend, wenn – wie es bei einem Überwachungsprogramm für die öffentliche Gesundheit erforderlich ist – eine große Anzahl von Proben routinemäßig untersucht werden muss.
Im Jahr 2015 wurde ein DNA-Mikroarray zum gleichzeitigen Nachweis mehrerer schädlicher Algenblütenarten entwickelt („DNA-Chip-Technologie“), wobei der Schwerpunkt auf Pseudo-nitzschia lag.
Man geht davon aus, dass der Test insgesamt das Potenzial hat, Hunderte von Arten zu identifizieren und große Mengen verwandter Arten genau zu unterscheiden.
Darüber hinaus hat sich gezeigt, dass diese Technologie toxisches Phytoplankton selbst bei extrem niedrigen Konzentrationen genau identifizieren kann.
Die untere Grenze für den Nachweis von Pseudo-nitzschia liegt bei nur 500 Zellen.
Die Geschichte der Nomenklatur dieser Gattung ist ausführlich in Hasle (1995) und Bates (2000) beschrieben.
Insgesamt wurden über 50 Arten der Gattung beschrieben. Die hier angegebene Artenliste folgt – wo nicht anders angegeben – dem World Register of Marine Species (WoRMS):
Gattung Pseudo-nitzschia H.Peragallo in H.Perag. & M.Perag., 1900
- Pseudo-nitzschia abrensis Pérez-Aicua & Orive, 2013 #
- Pseudo-nitzschia allochrona Zingone, Percopo & Sarno, 2022[36]
- Pseudo-nitzschia americana (Hasle) Fryxell, 1993[37]
- Pseudo-nitzschia antarctica (uncertain, unassessed)[38]
- Pseudo-nitzschia arctica Percopo & Sarno, 2016
- Pseudo-nitzschia arenysensis Quijano-Scheggia, Garcés & Lundholm, 2009
- Pseudo-nitzschia australis Frenguelli, 1939 #
- Pseudo-nitzschia batesiana H.C.Lim, S.T.Teng, C.P.Leaw & P.T.Lim, 2013 #
- Pseudo-nitzschia bipertita S.T.Teng, H.C.Lim & C.P.Leaw, 2016[39] #
- Pseudo-nitzschia brasiliana N.Lundholm, G.R.Hasle & G.A.Fryxell, 2002[37] #
- Pseudo-nitzschia bucculenta F. Gai, C. K. Hedemand, N. Lundholm & Ø. Moestrup, 2018[40]
- Pseudo-nitzschia caciantha Lundholm, Moestrup & Hasle, 2003 #
- Pseudo-nitzschia calliantha Lundholm, Moestrup & Hasle, 2003 #
- Pseudo-nitzschia chiniana C.X. Huang & Yang Li, 2019[41]
- Pseudo-nitzschia circumpora H.C.Lim, C.P.Leaw & P.T.Lim, 2012
- Pseudo-nitzschia cuspidata (Hasle) Hasle, 1993 #
- Pseudo-nitzschia decipiens Lundholm & Moestrup, 2006 (uncertain, unassessed)
- Pseudo-nitzschia delicatissima (Cleve) Heiden, 1928 #
- Pseudo-nitzschia dolorosa Lundholm & Moestrup, 2006 (uncertain, unassessed)
- Pseudo-nitzschia fraudulenta (Cleve) Hasle, 1993 #
- Pseudo-nitzschia fryxelliana Lundholm, 2012
- Pseudo-nitzschia fukuyoi H.Ch.Lim, S.T.Teng, Ch.P.Leaw & P.T.Lim, 2013 #
- Pseudo-nitzschia galaxiae N.Lundholm & Ø.Moestrup, 2002 #
- Pseudo-nitzschia granii (G.R. Hasle) G.R.Hasle, 1974 #
- Pseudo-nitzschia hainanensis X.M. Chen & Y. Li, 2020[42]
- Pseudo-nitzschia hallegraeffii P.A. Ajani, A. Verma & S.A. Murray, 2018[43]
- Pseudo-nitzschia hasleana Lundholm, 2012 #
- Pseudo-nitzschia heimii Manguin, 1957
- Pseudo-nitzschia inflatula (G.R.Hasle) G.R.Hasle, 1993
- Pseudo-nitzschia kodamae S.T. Teng, H.C. Lim, C.P. Leaw & P.T. Lim, 2015 #
- Pseudo-nitzschia limii S.T.Teng, H.C.Lim & C.P.Leaw, 2016
- Pseudo-nitzschia linea Lundholm, Hasle & G.A.Fryxell, 2002[37]
- Pseudo-nitzschia lineola (Cleve) Hasle, 1965
- Pseudo-nitzschia lundholmiae H.C.Lim, S.T.Teng, C.P.Leaw & P.T.Lim, 2013 #
- Pseudo-nitzschia mannii Amato & Montresor, 2008 (uncertain, unassessed)
- Pseudo-nitzschia micropora K.Priisholm, Ø.Moestrup & N.Lundholm, 2002
- Pseudo-nitzschia multiseries (Hasle) Hasle, 1995 #
- Pseudo-nitzschia multistriata (Takano) Takano, 1995 #
- Pseudo-nitzschia nanaoensis Yang Li & H.C. Dong, 2018[44]
- Pseudo-nitzschia obtusa (Hasle) Hasle & Lundholm, 2005 #
- Pseudo-nitzschia plurisecta Orive & Pérez-Aicua, 2013 #
- Pseudo-nitzschia prolongatoides (G.R.Hasle) G.R.Hasle, 1993
- Pseudo-nitzschia pseudodelicatissima (Hasle) Hasle, 1993 #
- Pseudo-nitzschia pungens (Grunow ex Cleve) G.R.Hasle, 1993 #
- Pseudo-nitzschia pungiformis (G.R.Hasle) G.R.Hasle, 1993
- Pseudo-nitzschia qiana C.X. Huang & Yang Li, 2019[41]
- Pseudo-nitzschia roundii D.U.Hernández-Becerril, 2006
- Pseudo-nitzschia sabit S.T. Teng, H.C. Lim, P.T. Lim & C.P. Leaw, 2015
- Pseudo-nitzschia seriata (Cleve) H.Peragallo, 1899 (Typus)[45][2] #
- Pseudo-nitzschia simulans Li, Huang & Xu, 2017 #
- Pseudo-nitzschia sinica Y.Z.Qi & J.Wang, nom. inval.[46]
- Pseudo-nitzschia subcurvata (G.R.Hasle) G.A.Fryxell, 1993[47] #
- Pseudo-nitzschia subfraudulenta (G.R.Hasle) G.R.Hasle, 1993 #
- Pseudo-nitzschia subpacifica (Hasle) Hasle, 1993 #
- Pseudo-nitzschia taiwanensis X.M. Chen & Y. Li, 2020[42]
- Pseudo-nitzschia turgidula (Hustedt) G.R.Hasle, 1993 #
- Pseudo-nitzschia turgiduloides (G.R.Hasle) G.R.Hasle, 1996
- Pseudo-nitzschia uniseriata H.C. Dong & Yang Li, 2020[39]
- Pseudo-nitzschia yuensis H.C. Dong & Yang Li, 2020[39]

## Weiterführende Literatur
Die allgemeine Biologie, Physiologie, Toxizität und Verbreitung der Pseudo-nitzschia-Arten wird in folgenden Quellen behandelt:
- Stephen S. Bates und Vera L. Trainer (2006),[49]
- Vera L. Trainer et al. (2008),[50]
- Aurélie Lelong et al. (2012),[10]
- Vera L.Trainer et al. (2012).[51]